# Arys (Kasachstan)
Arys (kasachisch und russisch Арыс) ist eine Stadt im Süden Kasachstans.

## Geografie
Die Stadt liegt am Fluss Arys im Gebiet Türkistan 79 km nordwestlich von Schymkent. 

## Geschichte
Der Ort wurde 1900 als Siedlung an der Trans-Aral-Eisenbahn gegründet. 1956 bekam Arys die Stadtrechte verliehen.
Im März 2009 kam es auf dem Gelände einer Firma zur Entsorgung von Munition zu einer Explosion, bei der drei Menschen getötet und 17 verletzt wurden. Am 26. Juni 2014 kam es erneut zu einer schweren Explosion in der Stadt, bei der zwei Menschen getötet wurden.
Am 24. Juni 2019 kam es in einem Munitionslager des Militärs nahe Arys zu mehreren schweren Explosionen. Die Explosionen dauerten insgesamt vier Tage lang an und veranlassten die Behörden zur vollständigen Evakuierung der Stadt. Insgesamt kamen vier Menschen ums Leben, 85 Prozent aller Gebäude in Arys wurden beschädigt.

## Bevölkerung
Bei der Volkszählung 1999 wurde für Arys eine Einwohnerzahl von 34.143 Menschen angegeben. Bei der Volkszählung im Jahr 2009 hatte der Ort 37.996 Einwohner. Bei der letzten Volkszählung 2021 lebten 50.370 Menschen in Arys. Zum 1. Januar 2025 ergab die Fortschreibung der Bevölkerungszahlen eine Einwohnerzahl von 55.884 Menschen.
| Einwohnerentwicklung               | Einwohnerentwicklung | Einwohnerentwicklung | Einwohnerentwicklung | Einwohnerentwicklung | Einwohnerentwicklung | Einwohnerentwicklung |
| 1959                               | 1970                 | 1979                 | 1989                 | 1999                 | 2009                 | 2021                 |
| ---------------------------------- | -------------------- | -------------------- | -------------------- | -------------------- | -------------------- | -------------------- |
| 22.743                             | 26.414               | 27.995               | 33.523               | 34.143               | 37.996               | 50.370               |
| Anmerkung: Volkszählungsergebnisse |                      |                      |                      |                      |                      |                      |

## Verkehr
Im Hauptbahnhof von Arys (Arys 1) mündet die von Nowosibirsk kommende Turkestan-Sibirische Eisenbahn (Turksib) in die Trans-Aral-Eisenbahn, die von Orenburg in Russland nach Taschkent in Usbekistan führt.

## Söhne und Töchter der Stadt
- Murat Schurynow (* 1941), Chemiker; seit 2003 Präsident der Kasachischen Akademie der Wissenschaften